# تامچی
تامچی (به لاتین: Tamchy به روسی: Тамчы به قرقیزی:Тамчы) یک روستا از شهرستان ایسیق‌کول، استان ایسیق‌کول، کشور قرقیزستان است. این روستا در سال ۲۰۰۹ جمعیتی برابر با ۱۴۲۷ نفر داشته‌است. این روستا بر ساحل شمالی دریاچه ایسیق‌کول واقع شده‌است.